# Трюгер, Эрнст
Эрнст Трюгер (швед. Ernst Trygger; 27 октября 1857 Стокгольм — 23 сентября 1943, Стокгольм) — шведский политический и государственный деятель. Премьер-министр Швеции (19 апреля 1923 — 18 октября 1924). Министр иностранных дел Швеции (1928—1930), юрист, педагог, профессор Уппсальского университета. Лидер Национальной партии Швеции (1913—1933). Доктор обоих прав.

## Биография
Родился в семье армейского офицера. Окончил Уппсальский университет, где в 1889 году стал профессором права.
Был избран в первую палату риксдага с 1898 по 1937 г. Приобрёл репутацию консервативного политика.
В 1895—1898 годах был членом комитета, созданного для пересмотра условий Шведско-норвежской унии. В 1909 году стал лидером консервативной группы в первой палате риксдага.
С 1905 по 1907 год — судья Верховного суда Швеции. С 1914 года — тайный королевский советник.
В 1923—1924 годах занимал пост Премьер-министра Швеции.
Основными проблемами во время его правления были, с одной стороны, вопросы обороны и, с другой стороны, проблемы беженцев из-за Первой мировой войны. Однако его политика, стремившаяся получить широкое признание, в конечном итоге провалилась из-за отсутствия поддержки со стороны фракций Социал-демократической рабочей партии и Либеральной партии.
После ухода в отставку отошёл от политической жизни и занял должность профессора права в Уппсальском университете.
Член Шведской королевской академии наук. Почётный член Шведской королевской академии словесности (с 1922).